# Période de Brunhes
Pour les articles homonymes, voir Brunhes.
La période de Brunhes est la période géomagnétique actuelle ; elle a commencé il y a 780 000 ans (780 ka en notation scientifique). Elle est ainsi nommée en hommage au géophysicien français Bernard Brunhes (1867-1910), découvreur des inversions du champ magnétique terrestre. Elle succède à la période de Matuyama, de polarité donc inverse. Elle a été entrecoupée par une quinzaine d'excursions géomagnétiques.

## Inversions, périodes et excursions géomagnétiques
Bernard Brunhes découvre en 1905 qu'une coulée de basalte à Pontfarein (sur la commune de Cézens dans le département français du Cantal) et les porcelanites sous-jacentes présentent une aimantation dont l'inclinaison est différente de celle du champ magnétique actuel, et même presque opposée. Il en déduit que le dipôle magnétique de la Terre à l'époque de la mise en place de la coulée était inversé par rapport au champ actuel.
On sait aujourd'hui que le champ magnétique terrestre s'est inversé à de nombreuses reprises (une à plusieurs fois par million d'années, mais très irrégulièrement), et l'on comprend à peu près pourquoi (la cause en est au comportement dit chaotique des équations magnétohydrodynamiques). Dans le passé géologique, se sont succédé diverses « périodes » (ou « chrones ») au cours desquelles le champ magnétique a gardé une même polarité, sinon tout le temps, du moins la plupart du temps.
Chaque période d'une certaine polarité est toutefois « interrompue » par de courts « événements » pendant lesquels l'intensité de la partie dipolaire du champ géomagnétique principal diminue drastiquement, et la position des pôles géomagnétiques change notablement. Certains de ces événements sont de véritables « sous-périodes » de polarité opposée (débutant et finissant par une inversion), mais la plupart sont de simples « excursions », nom qui leur est consacré, au cours desquelles le champ dipolaire diminue fortement et les pôles magnétiques se déplacent largement à la surface du globe (par exemple le long d'une grande boucle) avant de revenir à proximité de leurs positions initiales. La durée d'une excursion est typiquement de 2 à 10 ka. Les excursions sont peut-être des inversions avortées, mais plus vraisemblablement un phénomène d'origine différente. La brièveté de ces excursions (comparée à la relative rareté des phénomènes géologiques permettant de les enregistrer, coulées de lave et environnements de sédimentation rapide) fait que beaucoup d'entre elles ne sont attestées qu'en un seul endroit, voire pas du tout. On nomme les excursions d'après le premier lieu où elles ont été découvertes.

## La période de Brunhes et ses excursions

Alternance entre la période normale (en noir) et la période inverse (en blanc), selon Edward A. Mankinen et Carl M. Wentworth (2003).

La période géomagnétique dans laquelle nous vivons, de Brunhes, dite normale (de polarité normale), dure depuis 780 ka. La période précédente, dite de  Matuyama (du nom du géophysicien japonais Motonori Matuyama), est donc à polarité inverse. La période de Brunhes est entrecoupée d’excursions géomagnétiques, sans que des sous-périodes n'aient été définies.
La première excursion a été découverte près du village de Laschamps (Puy-de-Dôme, région Auvergne-Rhône-Alpes, France) en 1967. On l'a retrouvée ensuite en Islande puis dans divers autres lieux. Quatre autres excursions ont été décrites avant 1990, et une dizaine depuis. Les mieux caractérisées (avec précision et en plusieurs endroits) sont les excursions de Mono Lake (« lac Mono ») en Californie (32-34 ka), Laschamp (39-41 ka), Iceland Basin (« Bassin océanique d'Islande ») au sud de l'île (180-188 ka) et Pringle Falls (« Chutes de Pringle ») dans l'Oregon (180-188 ka).